# Hombourg-Haut
Hombourg-Haut település Franciaországban, Moselle megyében. Lakosainak száma 6122 fő (2022. január 1.). Hombourg-Haut Betting, Freyming-Merlebach, Guenviller, Macheren és Saint-Avold községekkel határos.

## Népesség
A település népességének változása:
| Lakosok száma | 10 571 | 10 055 | 9580 | 8227 | 6867 | 6756 | 6433 | 6283 | 6275 | 6122 |
|               | 1968   | 1982   | 1990 | 2006 | 2013 | 2015 | 2017 | 2019 | 2020 | 2022 |